# Hartwall
Hartwall (offizieller Name: Oy Hartwall Ab) ist ein als Mineralwasserhersteller gegründeter finnischer Brauer und Getränkehersteller, der nach mehreren Eigentumswechseln seit 2013 zu Royal Unibrew gehört. Der Firmensitz befindet sich in Helsinki, die Produktionsstätten in Tornio, Lahti und Karijoki.
Neben Lapin-Kulta-Bier und dem bekannten Erfrischungsgetränk Hartwall Jaffa, einer Orangenlimonade, werden in den Werken von Hartwall auch Pepsi-Cola und andere alkoholische und nichtalkoholische Getränke hergestellt. Ein Klassiker ist Lonkero, ein fertig gemixter Grapefruit-Gin-Longdrink, entwickelt zu den Olympischen Sommerspielen 1952 in Helsinki.
Im Jahr 2017 wurde der ehemalige Rennfahrer Kimi Räikkönen Teil der japanischen Werbekampagne.